# Protuberanță solară

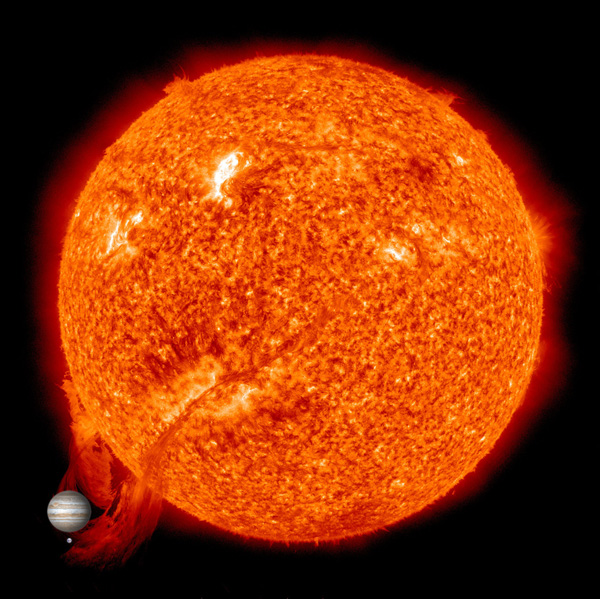
O protuberanță solară în erupție, așa cum se vede în He II 304 Å, cu imagini cu Jupiter și Terra pentru a compara dimensiunile.

O protuberanță solară (numită uneori și proeminență solară) este o uriașă formațiune luminoasă (poate atinge o lungime și de ordinul a 1.000.000 km, cât 80 de diametre pământene) care se extinde de la suprafața Soarelui spre exterior, de multe ori sub formă de buclă. Proeminențele sunt ancorate de suprafața Soarelui în fotosferă și se extind spre exterior în coroana solară. În timp ce coroana este formată din gaze ionizate extrem de fierbinți, în starea de agregare plasmă, și nu emite lumină vizibilă, proeminențele conțin plasmă mult mai rece, similară cu cea a cromosferei. O proeminență se formează în aproximativ o zi, iar proeminențele stabile pot persista în coroană mai multe luni. În prezent oamenii de știință cercetează cum și de ce se formează proeminențele.

## Istoric

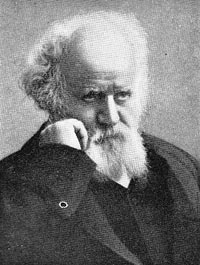
Descoperitorul heliului, Pierre Janssen (1824 – 1907).

În mai multe cronici vechi apar descrieri ale unor eclipse totale de Soare în timpul cărora erau remarcate unele flăcări roșii sau munți care se observau lângă discul acoperit al Soarelui. Aceste flăcări erau ca niște prelungiri răzlețe ale discului solar, mult mai strălucitoare decât lumina perlată a coroanei solare. Aceste formațiuni au fost numite protuberanțe.

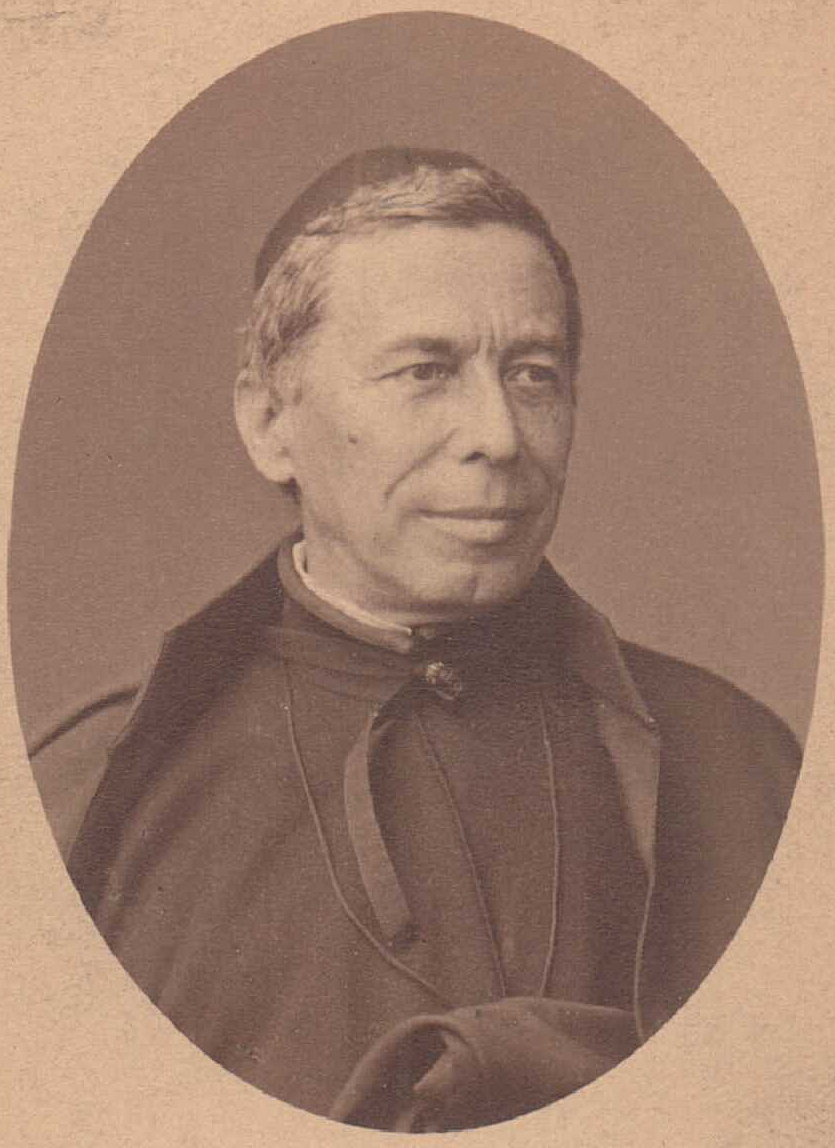
Părintele şi astronomul italian Angelo Secchi (1818 – 1878)

După 1860, când Angelo Secchi a introdus metoda fotografică în studiul coroanei solare în timpul eclipselor totale, informațiile despre aceste formațiuni au devenit mai numeroase. Secchi afirma că protuberanțele se prezentau sub aspecte bizare și capricioase, astfel încât era imposibil să fie descrise cu exactitate.
În timpul eclipsei totale de Soare de la 18 august 1888 Pierre Janssen descoperă o linie spectrală nouă, atribuită elementului pe atunci ipotetic heliu (denumit astfel de la denumirea în limba greacă a Soarelui), element chimic neidentificat pe Pământ până în acel moment; el a fost găsit abia în 1895 în anumite minereuri radioactive.
Fiind transparente în lumina integrală la fel ca și cromosfera și erupțiile solare, protuberanțele au fost observate în afara eclipselor totale de Soare cu ajutorul spectrografului sau al spectrohelioscopului. După inventarea cronografului și a filtrului monocromatic în deceniul 3 al secolului al XX-lea, protuberanțele sunt urmărite și cercetate aproape incontinuu.

## Fenomene
Termenul de protuberanță este folosit pentru a descrie o multitudine de fenomene de cele mai diverse forme și mărimi care pot fi vizibile pe marginea discului solar cu ajutorul monocromatoarelor în special în linia hidrogenului Hα.
Proiectate pe discul solar (în lumină monocromatică) protuberanțele luminoase de la margine se observă sub forma unor formațiuni alungite întunecate, purtând denumirea de filamente. Schimbarea aspectului dintre protuberanțe și filamente a dus la denumiri diferite pentru același fenomen și se explică prin faptul că protuberanțele la fel ca și filamentele, sunt formate din plasmă (nori de gaz) având densitatea mai mică decât cromosfera. Fiind mai puțin dense ele absorb radiația straturilor mai joase care le străbate, ducând la apariția lor sub formă de formațiuni întunecate pe discul solar (protuberanțe solare). În schimb, la margine ele se proiectează pe radiația difuză a coroanei solare cu o densitate mult mai scăzută astfel încât apar mai luminoase (filamente solare).
Protuberanțele solare (și filamentele solare) apar frecvent în regiunile solare active la sfârșitul existenței acestor regiuni, dar apar câteodată și în afara acestor regiuni active.

## Protuberanțe polare

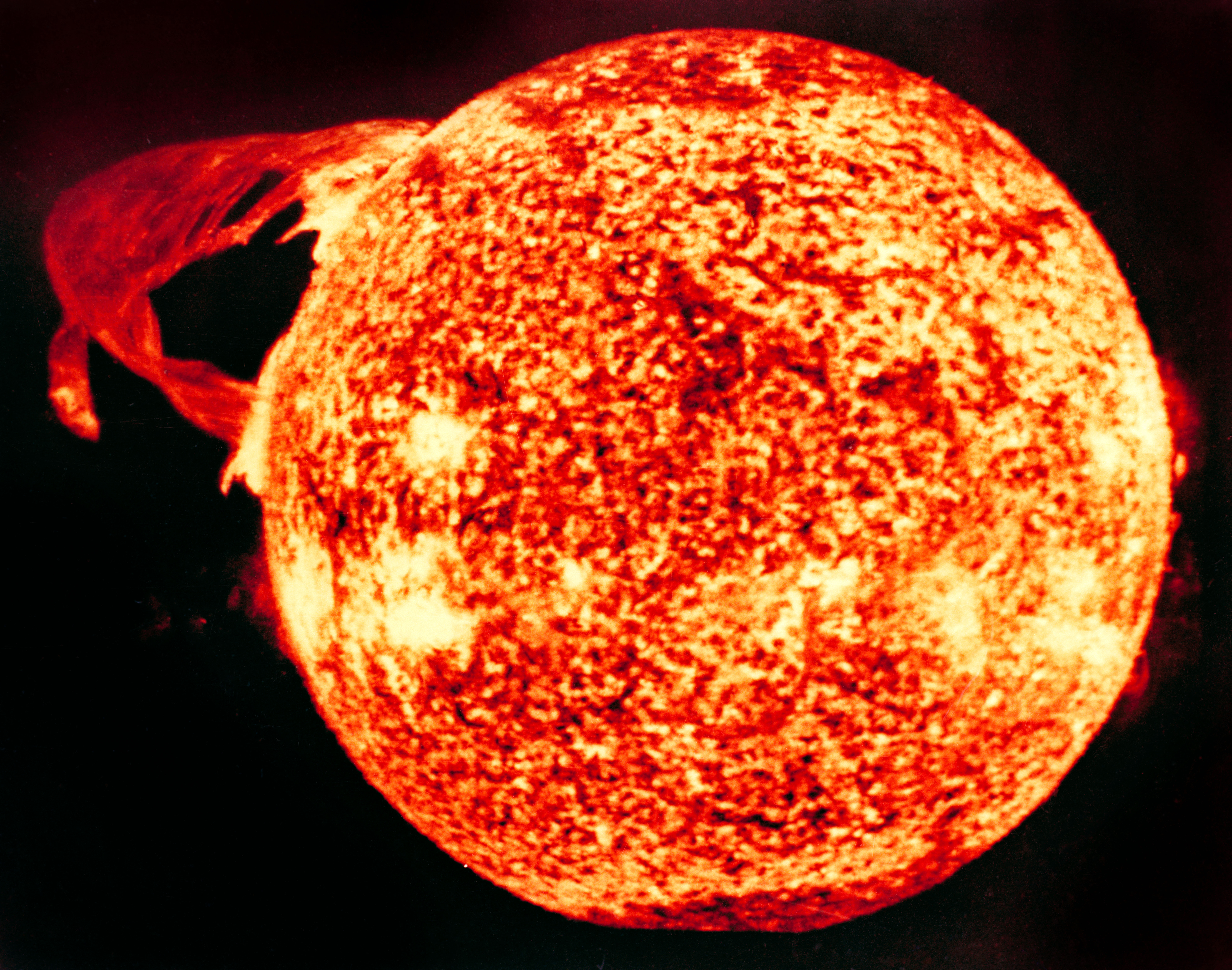
O uriaşă proeminență solară fotografiată în 1973 de Skylab.

Protuberanțele solare (și filamentele solare) care apar la o latitudine heliografică mai mare de 40° nord sau sud se numesc polare. Ele ating maximul de activitate după 2-3 ani, uneori mai mult, de la maximul activității de pete. De obicei ele sunt protuberanțele (și filamentele) solare calme care pot avea o viață de câteva zile sau câteva luni, cu lungimi de 300.000-400.000 km și înclinate spre ecuator din cauza rotației diferențiate a Soarelui, rotație în care sunt antrenate.

## Protuberanțe calme
Acestea sunt fenomene de mică sau mare întindere ce apar la sfârșitul vieții unei regiuni solare active, de obicei de-a lungul liniei neutre care separă două polarități ale câmpului magnetic local.
Au de obicei forma unei lămi de gaz cu o înălțime cuprinsă între 20.000 și 100.000 km, o lărgime de ordinul a 5.000 km, iar lungimea este între 100.000 - 700.000 km, uneori mai mult. 
Stratul de gaz nu are aspect continuu, el este compus din numeroase fibre cu grosimi și orientări diferite. Mai este compus din noduri și nori.

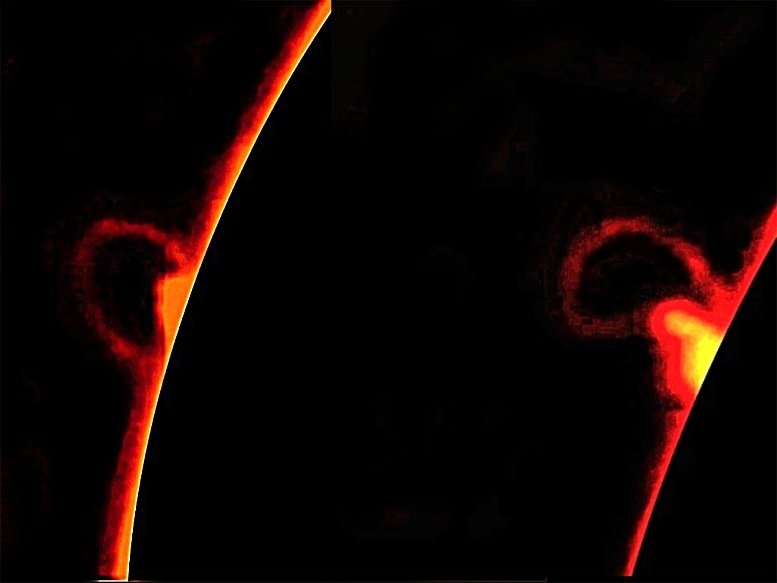
Erupție solară și o proeminență solară.

Din punct de vedere fizic, majoritatea protuberanțelor calme apar prin condensarea locală a materiei coronale. Procesul respectiv de condensare este izobaric (presiunea din coroană și din protuberanță se menține egală pentru că se mărește densitatea materiei în protuberanță prin condensarea materiei cu scădere de temperatură). Acest proces nu se află în echilibru hidrostatic (așa cum este cazul în menținerea straturilor exterioare ale Soarelui). În acest proces intervine o forță datorată câmpului magnetic local din regiunea activă.
Spre deosebire de mecanismul de formare al erupțiilor solare  care apar în prima parte a vieții unei regiuni active solare, când câmpul magnetic are variații mari (mecanism valabil și pentru unele protuberanțe active), protuberanțele (și filamentele) solare apar în a doua parte a vieții unei regiuni active solare, când câmpul magnetic asociat a atins o anumită stabilitate. Această stabilitate face ca procesul să fie mult mai lent, iar protuberanțele, odată formată, să dureze zile sau chiar luni.

## Protuberanțe eruptive
Protuberanțele eruptive apar de obicei în faza de creștere și de maxim a unei regiuni active solare. Mișcarea materiei este foarte complicată și diferită de la caz la caz.